# Dulity Tibor
Dulity Tibor (Bácsalmás, 1935. március 31. – 2005. március 15.) magyar festőművész, népművelő.

## Pályafutása
Tanítóképzőt végzett Debrecenben. 1953-ban kezdett festeni. Több mint 100 kiállítása volt belföldön és néhány külföldön is. Jelentősebb kiállításai Kiskunfélegyházához kötődnek.
1995 és halála közötti időben elsősorban tematikus kiállítások voltak a Városi Galériában, s retrospektív kiállítások a Kiskun Múzeumban (2003). Szerepeltek képei a Nemzeti Galériában, Országos Grafikai és Önarckép Biennálékon, rendszeres résztvevője volt megyei Téli Tárlatoknak, valamint a Balaton és Mezőgazdaság a Művészetben országos kiállításoknak. Több tucat alkotást adományozott közintézményeknek (színház, iskolák, könyvtárak, művelődési otthonok).
2004-ben közel másfél száz alkotását (szobrok, festmények, grafikák) szülővárosának adományozta, amelyből Bácsalmás városa állandó kiállítóhelyet hozott létre, a ”Dulity Tibor Képtárat”. Műterme folyamatosan megtekinthető Jakabszálláson. Alkotói tevékenysége mellett számottevő közösségi, művészetszervezői, nevelői munkássága is.
Alapítója a Kecskeméti Képzőművészek Szövetségének. megyei képviselője volt Bács-Kiskun megye képzőművészeinek az Amatőr Képző- és Iparművészeti Tanácsban, alapító tagja és 11 éven keresztül első elnöke volt a Szabad Képző- és Iparművészek Országos Szövetségének (ma OKIT) Tagja volt a Műhely Művészeti Egyesületnek. Több mint 30 éven át segítette a kiskunfélegyházi Holló László Képzőművész Kör szakmai és társulati tevékenységét.
Szociológiai felmérést végzett Bács-Kiskun megye autodidakta alkotói körében, segítette kiállítóhelyhez való jutásukat, megnyitotta kiállításaikat, szakmai tanácsokkal segítette munkájukat. Két alkalommal, amikor Kecskemét adott otthont az autodidakták országos kiállításainak és találkozóinak, kezdeményezője volt a rendezvények sikerének. 12 éven át, haláláig művészeti vezetője volt a Jakabszállás-Fülöpjakab térségében szervezett Táj-Kép-Festő Alkatótábornak. Szakmai tanácsokkal segítette a tiszaalpári tábor munkáját, a nemesvámosi tábor indulását.
Nagy szeretettel, közvetlenséggel, kiváló megfigyelő képességgel ábrázolja a teljességgel letűnőben lévő tanyasi paraszti életet és világot szimbolista és posztimpresszionista stílusban.

## Emlékezete
Halálának tizedik évfordulója alkalmából a család és a Kecskeméti Katona József Múzeum nagyszabású kiállítást rendezett a Cifrapalotában. Kiskunfélegyháza városának nyújtott több évtizedes segítő tevékenységéért ezen alkalomból 2015. március 15-én nyíló ”MŰVÉSZ-TÉR”–ben helyet kapott hagyatéka, munkásságát bemutató reprezentáns alkotásai az egykori jeles félegyházi alkotókat bemutató képtárban.

## Elismerései
- 1984-85-ben elnyerte a SZOT Művészeti Ösztöndíját
- 1988. Közművelői munkájáért ”Kiváló Népművelő” kitüntetés
- 1990. Bácsalmás város Művészeti díj
- 2002. Kiskunfélegyháza Művészeti díj
- 2005. Bácsalmás Díszpolgára (posztumusz)
- 2005. Bács-Kiskun megye Művészeti díja (posztumusz)

## Válogatott egyéni kiállítások
- 1981 • Művelődési Ház, Bácsalmás
- 1982 • Művelődési Ház, Baja • Művelődési Ház, Kiskőrös
- 1984 • Művelődési Ház, Kalocsa • Művelődési Ház, Jászberény
- 1985 • Művelődési Ház, Lajosmizse
- 1986 • Marczibányi tér Művelődési Központ, Budapest • Ságvári Endre Művelődési Ház, Budapest
- 1987 • Művelődési Ház, Kiskőrös
- 1988 • Gyűjtemények Háza, Bácsalmás
- 1989 • Kastélymúzeum, Greillenstein (Ausztria)
- 1990 • Közösségi Ház, Gannat (Franciaország)
- 1992 • Friedrich Naumann Alapítvány kiállítása, Budapest • Művelődési Ház Galéria, Szentes • Művelődési Ház, Bácsalmás
- 1995 • Kiskunfélegyháza Galéria
- 1996 • Szolnoki Képtár
- 1997 • Tiszai Galéria, Csongrád
- 1998 • Színjáték, Művelődési Ház, Kiskunfélegyháza
- 1999 • Emlékek, Kiskunfélegyháza Galéria
- 2000 • Cím nélküli képek, Kiskunfélegyháza Galéria
- 2001 • Egyszer volt bohóc, Kiskunfélegyháza Galéria
- 2002 • Sors/ok, Kiskunfélegyháza Galéria
- 2003 • Retrospektív kiállítás, Kiskun Múzeum, Kiskunfélegyháza • Ahol élünk, Városi Galéria, Kiskunfélegyháza • Részem, Kortárs Galéria, Kecskemét • Színészarc(ok) – Maszk (ok), Katona József Színház, Kecskemét
- 2004 • Dulity Tibor Képtár állandó kiállítása, Bácsalmás • Ismeretlen ismerős (Faludy György Villon Balladái), Móra Ferenc Művelődési Központ, Kiskunfélegyháza
- 2005 • Ki viszi át...?, Művelődési Ház, Kiskunfélegyháza
- 2006 • Jelek I. – ,,Miért szeretem Dulity Tibor festészetét, Söreg Dénes szobrászművész válogatása, Kecskemét • Jelek II.: A félelem és öröm arcai, Kiskunfélegyháza Galéria.

## Válogatott csoportos kiállítások
- 1960 • Képzőművészkörök Országos Kiállítása, Műcsarnok, Budapest
- 1976-tól Megyei Téli Tárlatok
- 1982 • Hajósi Alkotótábor kiállítása, Hajós, Kalocsa, Kecskemét
- 1986 • SZOT Művészeti Ösztöndíjasok kiállítása, Magyar Nemzeti Galéria, Budapest
- 1998 • Önarcképek, Dán Kulturális Intézet, Kecskemét
- 1995 1997, 1999, 2001 • Balatoni Tárlat, Balatonaliga
- 1998, 2001 • Mezőgazdaság a képzőművészetben, Mezőgazdasági Múzeum, Budapest
- 2002 • Velencében jártunk [Rátkai Zsuzsával], Művelődési Központ, Kiskunfélegyháza
- 2003 • Kienz Museum in Paudorf, Götweig • Kortárs Költészet – Kortárs Grafika 5. Országos Biennálé, Petőfi Irodalmi Múzeum, Budapest
- 2004 • I. Kortárs Önarckép Biennálé, Budapest • Kiskunfélegyháza Galéria [Sőreg Dénes szobrászművésszel] • Hírös Város – Kiskun Világ, Bács-Kiskun képzőművész kiállítás, Városi Galéria, Mezőtúr.